# Juraj Šimek
Juraj Šimek (ur. 29 września 1987 w Preszowie) – słowacki hokeista, reprezentant Szwajcarii.

## Kariera
- SC Bern U15 (2000-2001)
- SC Bern U17 (2001-2003)
- SC Bern U20 (2002/2003)
- Kloten Flyers U20 (2003-2006)
  -  EHC Bülach (2004/2005)
- Kloten Flyers (2004-2006)
  -  EHC Biel (2005/2006)
- Brandon Wheat Kings (2006-2007)
- Manitoba Moose (2007-2008)
- Norfolk Admirals (2008-2010)
- Providence Bruins (2010-2011)
- Servette Genewa (2011-2015)
- TPS (2015)
- HC Lugano (2015)
- Servette Genewa (2015-2019)
- Rapperswil-Jona Lakers (2019-2020)
- EHC Kloten (2020-2022)
- HC Grotto Prešov (2022)
- GKS Katowice (2022-2023)

Wychowanek szwajcarskiego klubu SC Bern. Potem kontynuował karierę w klubie z Kloten i zadebiutował w lidze NLA. W 2006 został wybrany w drafcie NHL z 2006 przez kanadyjski klub Vancouver Canucks, a wkrótce potem w drafcie do juniorskich rozgrywek CHL przez klub Brandon Wheat Kings. W barwach tego ostatniego grał następnie przez rok w lidze WHL, apotem przez cztery sezony w zespołach farmerskich, w lidze AHL. W 2011 powrócił do Europy i przez wiele lat reprezentował szwajcarski Servette Genewa, zagrał też epizodycznie w fińskich rozgrywkach Liiga. We wrześniu 2021 opuścił Szwajcarię i został zawodnikiem klubu ze swojego rodzinnego miasta, Preszowa, w słowackiej ekstralidze. Był kapitanem drużyny. 22 grudnia 2022 ogłoszono jego transfer do GKS Katowice w Polskiej Hokej Lidze.
W barwach Szwajcarii uczestniczył w turniejach mistrzostw świata juniorów do lat 18 edycji 2005 oraz mistrzostw świata juniorów do lat 20 edycji 2006, 2007. W późniejszych latach występował w seniorskiej reprezentacji kraju.

## Sukcesy
Klubowe
- Puchar Spenglera: 2013 z Servette Genewa
- Złoty medal Swiss League: 2022 z EHC Kloten
- Złoty medal mistrzostw Polski: 2023 z GKS Katowice

Indywidualne
- Mistrzostwa Świata Juniorów w Hokeju na Lodzie 2007 (elita): jeden z trzech najlepszych zawodników reprezentacji w turnieju